# Brody (powiat konecki)
Brody – wieś sołecka w Polsce położona w województwie świętokrzyskim, w powiecie koneckim, w gminie Końskie.
| SIMC    | Nazwa     | Rodzaj    |
| ------- | --------- | --------- |
| 0243547 | Na Budach | część wsi |

W latach 1975–1998 miejscowość należała administracyjnie do województwa kieleckiego.
W okolicy miejscowości swoje źródło ma rzeka Wąglanka.
Przez wieś przechodzi  czarny Rowerowy szlak architektury obronnej oraz czerwony szlak rowerowy do Sielpii Wielkiej.
Od XVII do pierwszej połowy XX wieku wieś wchodziła w skład klucza Modliszewickiego oraz dóbr Końskie Wielkie.
Wierni kościoła rzymskokatolickiego należą do parafii Zwiastowania Najświętszej Maryi Panny w Nowym Kazanowie.